# Heiko Paluschka
Heiko Paluschka (* 13. Mai 1968 in Bonn) ist ein deutscher Journalist und Fernsehmoderator.

## Leben
Paluschka leistete von 1988 bis 1989 Wehrpflicht bei der Bundeswehr. Im Jahr 1997 machte er sein Magisterexamen in Politik, Geschichte und Germanistik an der Rheinischen Friedrich-Wilhelms-Universität Bonn. Zwischen 1998 und 1999 absolvierte Heiko Paluschka ein Volontariat bei den Nachrichten des Fernsehsenders ProSieben. Als Redakteur der Nachrichten von ProSieben war er von 1999 bis 2000 tätig. Im Zeitraum 2000 bis 2001 übernahm Paluschka die Tätigkeit eines Inlandsreporters und Redakteurs bei N24 und ProSieben. Zwischen 2002 und 2003 war er Redakteur und Moderator beim N24-Format Berlin intern. Von 2004 bis 2007 arbeitete Heiko Paluschka als Auslands- und Inlandsreporter und des Weiteren als Redakteur bei N24 und Sat.1. Ab Oktober 2007 moderierte er die Sat.1 Nachrichten (ehemals: Sat.1 News). Er berichtete live über die Bundestagswahlen 1998, 2002 und 2005 sowie über die US-Wahlen 2008 (aus Berlin) und 2012 (aus Washington). Am 4. Januar 2020 moderierte Paluschka die Nachrichtensendung zum letzten Mal.
Ab 1. Januar 2020 war Heiko Paluschka Nachrichtenchef der ProSiebenSat.1-Media-Gruppe. Er trat die Nachfolge von dem bisherigen Nachrichtenchef Hans-Peter Hagemes an. In dieser Funktion führte er zusammen mit Stephanie Puls Sommerinterviews im Vorfeld der Bundestagswahl 2021. Im Zuge des Aufbaus einer neuen Nachrichtenredaktion ist Paluschka seit 2022 Chef der Politikredaktion in Berlin für ProSiebenSat.1.